# Mercedes-Benz Classe V
Classe V è il nome con cui viene definita la gamma di monovolume Mercedes-Benz di grosse dimensioni prodotta in due serie: la prima serie va dal 1996 al 2003, mentre la seconda serie, dopo una pausa durata oltre dieci anni è stata introdotta nel 2014.

## Serie

### W638

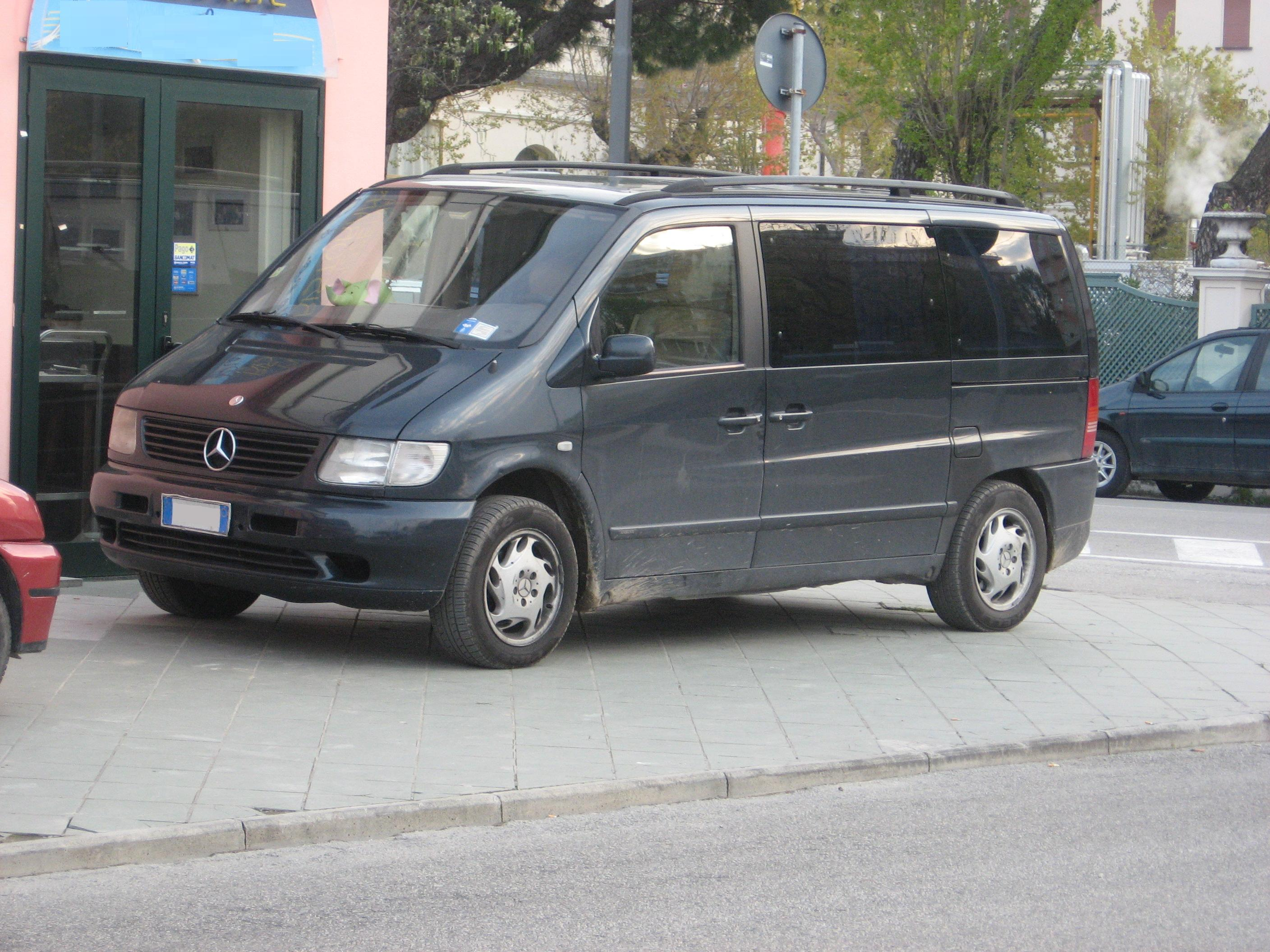
La prima Classe V, contrassegnata dalla sigla di progetto W638

La prima generazione della Classe V indicava la monovolume adibita al trasporto di passeggeri prodotta a partire dal 1996 e contrassegnata con la sigla di progetto W638. Tale progetto fu sviluppato in collaborazione con la Volkswagen, il cui furgone VW Transporter venne utilizzato dalla Mercedes-Benz come base meccanica per la sua futura monovolume. Inizialmente doveva chiamarsi Viano, ma alla fine è stato scelto di chiamarla Classe V per comprenderla in maniera più evidente nella normale gamma automobilistica, composta da altre "classi" contrassegnate da una lettera.
Sulla base della prima Classe V venne approntata anche una versione destinata al trasporto di merci, ma che non ricevette la denominazione di Classe V, bensì quella di Vito, derivante dal nome della località spagnola di Vitoria in cui si trova lo stabilimento preposto all'assemblaggio di tali modelli. Il Vito è simile alla Classe V prevista per il trasporto di passeggeri, e ne differisce per il frontale, più semplificato, e per l'allestimento interno più spartano.

#### Il periodo 2003-14
Nel 2003, con l'uscita di produzione della prima generazione della Classe V, tale denominazione non venne riutilizzata per la generazione successiva, denominata W639, ma venne invece rispolverata la denominazione di Viano, inizialmente ipotizzata anche per la precedente generazione. Pertanto la serie W639 non viene annoverata fra i modelli appartenenti alla Classe V. Per questa seconda generazione di monovolume Mercedes-Benz venne invece riconfermata la denominazione di Vito per la versione commerciale, mentre dal punto di vista dell'architettura meccanica si ebbe il ritorno alla trazione posteriore.

### W447
Il ritorno alla denominazione commerciale di Classe V si ha nel 2014, quando alla fine di gennaio, presso il complesso olimpico di Monaco di Baviera è stata svelata la terza generazione della monovolume tedesca, contraddistinta dalla sigla W447, più grande ed ancora più lussuosa rispetto alla generazione precedente.